# Сяхуаюань
Сяхуаюа́нь (кит. упр. 下花园, пиньинь Xiàhuāyuán, буквально: «нижний цветник») — район городского подчинения городского округа Чжанцзякоу провинции Хэбэй (КНР).

## История
Когда империя Ляо отвоевала эти места у империи Сун, то ляоская императрица, впечатлённая их красотой, разбила здесь верхний, средний и нижний цветники — отсюда и название.
После Синьхайской революции эти места вошли в состав уезда Сюаньхуа. После образования КНР здесь был создан городской район Чжанцзякоу.

## Административное деление
Район Сяхуаюань делится на 2 уличных комитета и 4 посёлка.

## Транспорт
Станция Сяхуаюань является крупным логистическим узлом на железнодорожном маршруте Чжанцзякоу — Хоргос — Казахстан (экспорт бытовых товаров, импорт зерна и кормов). 